# The Flowers of Romance
The Flowers of Romance – ime britanske punk grupe iz 1976. godine, i albuma grupe PIL iz 1981. godine.
Članovi grupe:
- Sid Vicious – pjevač
- Keith Levene

## Vanjske poveznice
- The Flowers of Romance